# Begonia leptoptera
Espèce
Begonia leptoptera est une espèce de plantes de la famille des Begoniaceae.
L'espèce fait partie de la section Diploclinium.
Elle a été décrite en 1973 par Hiroshi Hara.

## Répartition géographique
Cette espèce est originaire du Népal.